# دورشه (شهرستان اوک)
دورشه (به لهستانی:  Dorsze) یک روستا در لهستان است که در گمینا کالینووو واقع شده‌است. دورشه ۱۰۰ نفر جمعیت دارد.